# Gary Peacock

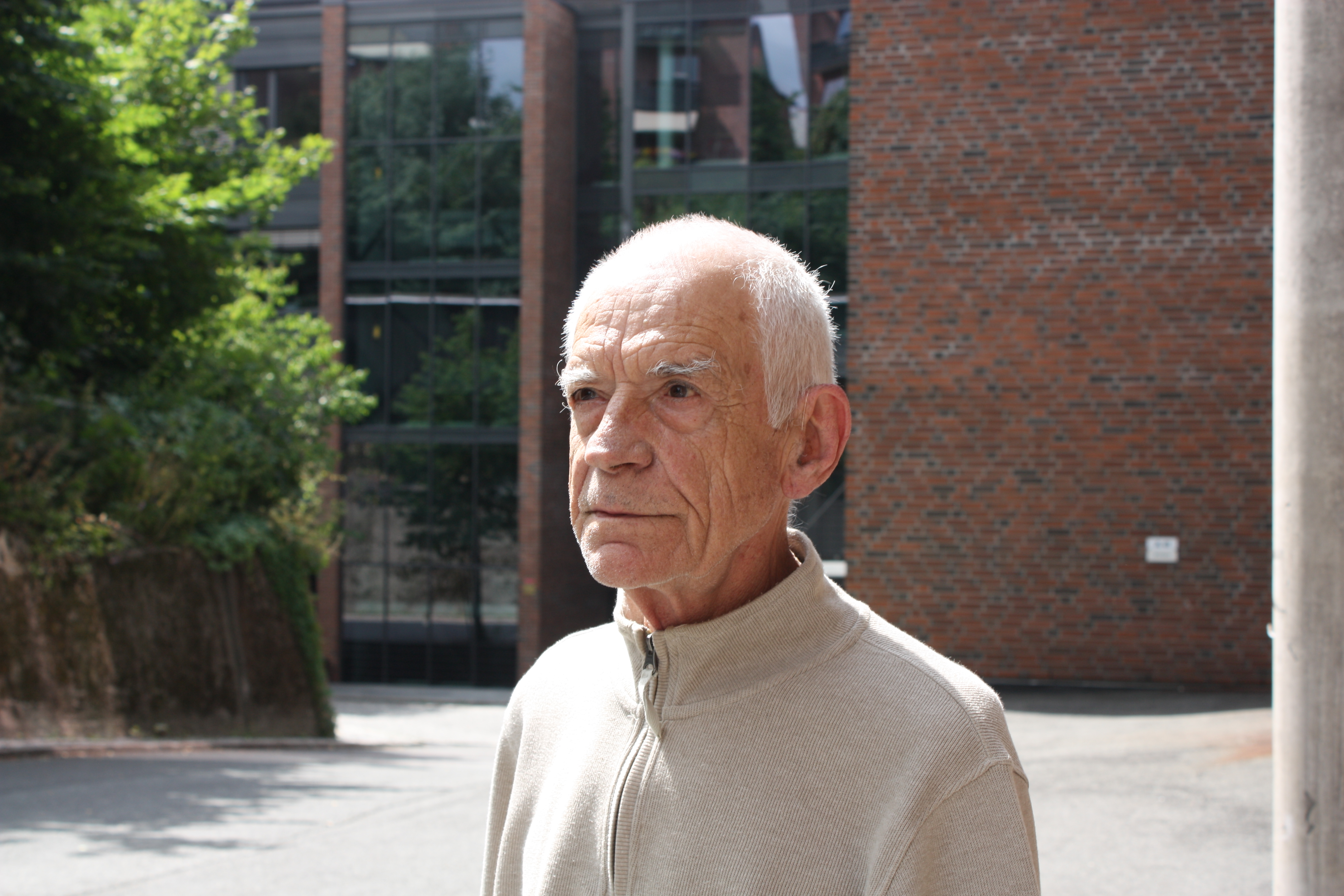
Gary Peacock (2014)

Gary Peacock (* 12. Mai 1935 in Burley, Idaho; † 4. September 2020 in Olivebridge, New York) war ein US-amerikanischer Kontrabassist des Modern Jazz.

## Leben und Wirken
Peacock war ursprünglich Pianist und spielte in einer Band der US Army in Deutschland. 1956 wechselte er zum Kontrabass und arbeitete noch in Deutschland mit Hans Koller, Albert Mangelsdorff, Attila Zoller, Tony Scott und Bud Shank. 1958 ging er nach Los Angeles, wo er u. a. mit Barney Kessel, Don Ellis, Terry Gibbs, Shorty Rogers und Paul Bley auftrat. 1960 heiratete er Annette Peacock. 1962 übersiedelte er nach New York City, wo er mit Bill Evans, dem Paul Bley Trio, Jimmy Giuffre, Roland Kirk und George Russell spielte. 1964 begann seine Zusammenarbeit mit Albert Ayler; daneben trat er auch mit Roswell Rudd und Steve Lacy auf.
Von 1969 bis 1972 lebte er in Japan, danach studierte er an der University of Washington Biologie. Zwischen 1976 und 1983 unterrichtete er Musiktheorie am Cornish College of the Arts in Seattle. Von 1983 bis 2014 gehörte er mit Schlagzeuger Jack DeJohnette zu Keith Jarretts Standards Trio. Gary Peacock lebte, wie viele andere Musiker, in der Umgebung von Woodstock. Für ECM Records hat Peacock seit den Sechzigerjahren mehr als 50 Alben eingespielt, angefangen bei LPs mit Paul Bley Mitte der 1960er, die erst später veröffentlicht wurden.

## Diskografie (Auszug)
- Tales of Another (ECM, 1977) mit Keith Jarrett, Jack DeJohnette
- Paul Bley with Gary Peacock (ECM, 1963/1968) mit Paul Motian, Billy Elgart
- December Poems (ECM, 1978) mit Jan Garbarek
- Shift in the Wind (ECM, 1980) mit Art Lande, Eliot Zigmund
- Voice from the Past/Paradigm (ECM, 1981) mit Tomasz Stańko, Jan Garbarek, Jack DeJohnette
- Guamba (ECM, 1987) mit Palle Mikkelborg, Jan Garbarek, Peter Erskine
- Changeless (ECM, 1987) mit Keith Jarrett, Jack DeJohnette
- Oracle (ECM, 1993), A Closer View (ECM, 1998) mit Ralph Towner
- Paul Bley, Gary Peacock & Paul Motian: Not Two, Not One (ECM, 1999)
- Gary Peacock / Marc Copland: Insight (Pirouet, 2009)
- Azure (ECM, 2013) mit Marilyn Crispell
- Now This (ECM, 2015) mit Marc Copland, Joey Baron
- Tangents (ECM, 2017) mit Marc Copland, Joey Baron

## Lexikalische Einträge
- Carlo Bohländer, Karl Heinz Holler, Christian Pfarr: Reclams Jazzführer. 5., durchgesehene und ergänzte Auflage. Reclam, Stuttgart 2000, ISBN 3-15-010464-5.